# Beast of Blood
「Beast of Blood」はKlahaがMALICE MIZER加入後2枚目のシングル。2001年6月21日にMidi:Nette M.†.Mから発売された。

## 概要
吸血鬼をテーマとした激しくも耽美的な曲調である。4曲目（21トラック目）はKamiが作曲したものをYu〜kiの手で完成させた隠しトラックが収録されている。

## 収録曲
1. Beast of Blood [5:09]
2. Baptism of Blood [2:39]
3. Beast of Blood(instrumental)[5:05]
4. 薔薇の葬列(hidden track) [4:52]